# Міст (партія)
Міст (Most — Híd; словац. Most, угор. Híd) — політична партія в Словаччині, що представляє переважно інтереси угорської меншини. На відміну від іншої угорської партії Словаччини — Партії угорської коаліції — партія Міст ставить своєю головною метою налагодження діалогу між угорцями та словаками.
Партія була створена 30 червня 2009 року (засновник — Бела Бугар, котрий був одним із засновників Партії угорської коаліції і її лідером в 1998—2007). У нову партію також увійшли інші видатні діячі — Ґабор Ґал, Ласло Надь, Жолт Надь та інші. Через розкол обидві угорські партії опинилися віч-на-віч перед можливістю не потрапити у парламент нового скликання — чисельність угорців у Словаччині становить приблизно 10 % населення при п'ятивідсотковому бар'єрі на потрапляння в парламент.
На виборах партія отримала 205 538 (8,12 %) голосів і 14 депутатських мандатів, а Партія угорської коаліції не зуміла подолати п'ятивідсотковий бар'єр. Таким чином, «Міст» став єдиним представником угорської громади в парламенті. Партія увійшла в сформований в результаті виборів уряд.
На парламентських виборах 2012 року партія отримала 6,89 % голосів і 13 місць в парламенті.

## Участь у виборах
| вибори             | голосів | місць | Δ      |
| ------------------ | ------- | ----- | ------ |
| Парламентські 2010 | 8,12 %  | 14    | Вперше |
| Парламентські 2012 | 6,89 %  | 13    | ▼ 1    |
| Європарламент 2014 | 5,83 %  | 1     | Вперше |
| Парламентські 2016 | 6,5 %   | 11    | ▼ 2    |
| Парламентські 2020 | 2,05 %  | 0     | ▼ 11   |